# Visages, Villages
Pour plus de détails, voir Fiche technique et Distribution.
Visages, Villages est un documentaire français d'Agnès Varda et JR sorti en 2017.

## Synopsis
Les deux auteurs décident de parcourir la France des campagnes à bord du camion photographique de JR, qui permet d'imprimer immédiatement et en très grand format. Au fil de leurs rencontres, ils couvrent les lieux visités de photos géantes des gens rencontrés, collées sur les murs mêmes de leur habitat.
Ils traversent différentes régions de France, marquées par la ruralité et la désindustrialisation, notamment Bonnieux (Vaucluse), Le Havre ou encore Reillanne (Alpes-de-Haute-Provence).

## Fiche technique
- Titre : Visages, Villages
- Réalisation : Agnès Varda et JR
- Montage : Maxime Pozzi-Garcia
- Musique : Matthieu Chedid
- Image : Romain Le Bonniec, Claire Duguet, Nicolas Guicheteau, Valentin Vignet, Raphaël Minnesota
- Société de production : Aeternam Films, Cofinova 10
- Pays d'origine :  France
- Genre : documentaire
- Durée : 89 minutes
- Date de sortie : 28 juin 2017 ( France)

## Lieux de tournage et intervenants

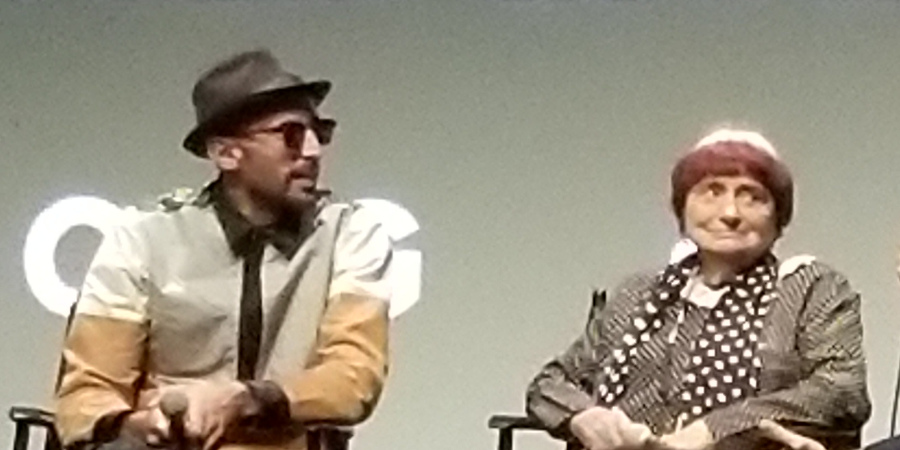
JR et Agnès Varda présentant leur film au festival de New York en octobre 2017.

Dans l'ordre chronologique, les lieux de tournage et intervenants,, ;
- JR et Agnès Varda
- L'Escale (Alpes-de-Haute-Provence) ; 
  - photographies de mangeurs de la baguette ;
- Bruay-la-Buissière (Pas-de-Calais) ; 
  - Janine Carpentier, habitante d'un coron ;
  - Daniel Vos, ancien mineur ;
  - Yves Boulen, ancien mineur ;
- Chérence (Val-d'Oise) ;  
  - Clemens Van Dungern, agriculteur ;
- Bonnieux (Vaucluse) ;  
  - Jean-Paul Beaujon et Marie Dolivet, frère et sœur, présentent une photographie de leurs arrière-grands-parents ;
  - Nathalie Schleehauf, serveuse ;
  - Vincent Gils,  carillonneur ;
  - Jacky Patin, facteur ;
- Château-Arnoux-Saint-Auban (Alpes-de-Haute-Provence) ;  
  - Jimi Andréani, directeur du cinématographe ;
  - Usine Arkema ; 
    - Amaury Bossy, ingénieur ;
    - Claude Fiaert, directeur de la communication ;
    - Didier Campy Comte, futur retraité, dernier jour de travail ;
- Pirou (Manche) ; 
  - habitants de la commune, présentant un « village fantôme » où une cinquantaine de maisons construites, sont laissées à l'abandon depuis les années 1990 ;
  - Michel Letouzé, primeur ;
- Goult (Vaucluse) ;  
  - Patricia Mercier, éleveuse de chèvres ;
- Reillanne (Alpes-de-Haute-Provence) ;  
  - Pony-Soleil-Air-Sauvage-Nature, artiste ;
  - Abdeslam Ould-Ja, garagiste au carrefour des Granons ;
- Sainte-Marguerite-sur-Mer (Seine-Maritime) ;  
  - Claude Ferchal, maire de la commune ;
  - un voisin ;
  - blockhaus sur la plage où JR a collé une photographie de Guy Bourdin, prise par Agnès Varda en 1954 ;
- cimetière de Montjustin (Alpes-de-Haute-Provence) ;
  - tombes des photographes et époux Henri Cartier-Bresson (1908-2004) et Martine Franck (1938-2012) ;
- grand-mère de JR ;
- Port du Havre (Seine-Maritime) ;  
  - Christophe et Nathalie Maurouard, Denis et Sophie Riou, David et Morgane Riou, dockers et leur femme ;
- Musée du Louvre (Paris) ; 
  - JR et Agnès Varda évoquent le film Bande à part de Jean-Luc Godard ;
- Rolle (canton de Vaud, Suisse) ;
  - maison de Jean-Luc Godard où il n'était pas là.

## Sélection
- Festival de Cannes 2017 : sélection officielle, hors compétition

## Distinctions
- Festival international du film de Vancouver : « Most Popular International Documentary » (prix du public pour un documentaire)
- Festival de Toronto : The Grolsch People’s Choice Documentary Award (prix du public pour un documentaire)[5]
- Time magazine : classé dans les 10 meilleurs films de 2017
- Film Independent's Spirit Awards : meilleur film documentaire
- Festival de Cannes 2017 :  Prix de L'Œil d'or
- Oscars du cinéma 2018 : nomination à l'Oscar du meilleur film documentaire
- César du cinéma 2018 :
  - nomination au César du meilleur film documentaire
  - nomination au César de la meilleure musique originale pour Matthieu Chedid